# Medalia „A 10-a aniversare a RMN”

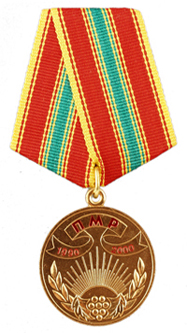
Medalia "10 ani de RMN"

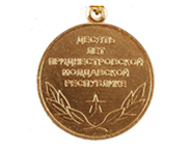
Reversul medaliei "10 ani de RMN"

Medalia "A 10-a aniversare a RMN" (în rusă Медаль "10 лет ПМР") este una dintre decorațiile jubiliare ale auto-proclamatei Republici Moldovenești Nistrene. Ea a fost înființată prin decretul nr. 27 al președintelui RMN, Igor Smirnov, din data de 1 februarie 2000.
Medalia este confecționată din alamă, având un diametru de 33 mm. Ea a fost fabricată în Federația Rusă.

## Statut
1. Cu Medalia "A 10-a aniversare a RMN" sunt decorați cetățenii Republicii Moldovenești Nistrene, care au avut un rol activ în formarea, apărarea și consolidarea Republicii Moldovenești Nistrene.
2. Listele cu cei decorați cu Medalia "A 10-a aniversare a RMN" cuprind următoarele elemente: numele, prenumele, patronomicul, locul de muncă, postul, adresa.
Pentru soldații, angajații Ministerului Afacerilor Interne, Ministerului Justiției, Ministerului Securității Naționale, cazacii din trupele Cazacilor Mării Negre, se trece gradul militar, locul de serviciu, numărul unității militare.
3. Propunerea pentru decorarea cu medalia jubiliară "A 10-a aniversare a RMN" se face de către șefii administrațiilor raionale de stat împreună cu președinții Sovietelor raionale (municipale) a Deputaților Poporului, de către ministrul apărării, de ministrul de interne, de ministrul securității naționale, de către comandantul trupelor Cazacilor Mării Negre și se avizează de președintele Republicii Moldovenești Nistrene.
4. Cu Medalia jubiliară "A 10-a aniversare a RMN" pot fi decorați și cetățeni străini, care au dovedit solidaritate în formarea, apărarea și consolidarea Republicii Moldovenești Nistrene.
5. Medalia jubiliară "A 10-a aniversare a RMN" se poartă pe partea stângă a pieptului și este aranjată după Medalia "Participant la operațiunile de menținere a păcii din Transnistria".

## Descriere
Medalia "A 10-a aniversare a RMN" este rotundă, cu diametrul de 33 mm, confecționată din alamă și de culoare aurie. În partea de sus a aversului medaliei se află o panglică, în mijlocul căreia se află literele de abreviere "ПМР", iar la cele două extremități ale panglicii sunt trecute datele: în partea stângă - "1990", în partea dreaptă - "2000". În partea de jos a medaliei se află imaginea stilizată a unui ciorchine și frunze de struguri cu frunze de lauri care pornesc de ele în ambele părți ale cercului. În mijlocul medaliei este localizat un soare răsărind.
Toate imaginile de pe medalie sunt convexe, netede, iar inscripția de pe panglică este acoperită cu email: "PMR" - de culoare verde, "1990" și "2000" - de culoare roșie. Suprafața medaliei este granulată în relief. Medalia are o margine netedă. Pe reversul medaliei se află inscripția în cinci linii: "Десять лет Приднестровской Молдавской Республике". În partea de jos a cercului se află două ramuri de lauri încrucișate, având deasupra lor în partea de mijloc jos un asterisc pentagonal. Literele inscripției, imaginea ramurilor și asteriscul sunt convexe. Suprafața reversului medaliei este granulată în relief și are margine. 
Medalia este prinsă printr-o ureche de o panglică pentagonală de mătase lucioasă, având o lățime de 24 mm. În colorarea panglicii sunt folosite culorile steagului național al Republicii Moldovenești Nistrene cu extremități de culoare galben-aurie de 2 mm și cu benzi separatoare de aceeași culoare de 1 mm pentru a face trecerea între culorile primare ale steagului. Lățimea zonelor roșii este de 7 mm, iar a celor verzi de 4 mm. Pe reversul panglicii se află o agrafă pentru prinderea decorației de haine.

## Persoane decorate
- Valeri Lițkai - ministru de externe
- Anatoli Kaminski - vicepreședintele Sovietului Suprem al RMN
- Vladimir Bodnar - deputat, președintele Uniunii Ucrainenilor din Transnistria
- Valerian Tulgara - deputat, președintele Uniunii Moldovenilor din Transnistria